# Astragalus funereus
Astragalus funereus es una especie de planta del género Astragalus, de la familia de las leguminosas, orden Fabales.

## Distribución
Astragalus funereus se distribuye por Estados Unidos (California y Nevada).

## Taxonomía
Fue descrita científicamente por M. E. Jones. Fue publicada en Contr. W. Bot. 12: 11 (1908).